# 国際婦人年連絡会
国際婦人年連絡会（こくさいふじんねんれんらくかい、略称:IWYLG。英名:The International Women’s Year Liaison Group, Japan）とは、国際婦人年の理念を広めるために日本国内で活動をする女性団体が集まって結成された団体である。
日本の女性団体を代表して、国連女性の地位委員会（CSW）にアプローチしている。1998年には国連経済社会理事会（ECOSOC）の特別諮問資格を取得している。
他に政府や政治への申し入れ・提言、加盟団体の交流活動、日本女性会議の開催の支援活動などを行う。
出典。

## 加盟団体

### 女性団体
- 日本婦人団体連合会
- 全国友の会
- 全国女性団体連絡協議会
- ふぇみん婦人民主クラブ
- 婦人民主クラブ
- 日本BPW連合会
- 新日本婦人の会
- I女性会議
- 日本母親大会連絡会

### 国際的な団体
- UNウィメン日本協会東京
- 日本汎太平洋東南アジア婦人協会
- 婦人国際平和自由連盟日本支部
- GE21（ジェンダーイクオリティ21）

### 生活協同組合
- 日本生活協同組合連合会

### 宗教団体
- 日本キリスト教婦人矯風会
- 日本YWCA
- 日本カトリック女性団体連盟（日本におけるカトリック教会）
- 日本聖公会女性団体連絡協議会（日本聖公会）

### 職能団体・業界団体
- 全国婦人相談員連絡協議会
- 自由法曹団女性部
- 全国女性税理士連盟
- 日本女性科学者の会
- 日本女医会
- 日本女性法律家協会
- 全国商工団体連合会婦人部協議会

### 労働団体
- 全国労働組合総連合（全労連）女性部
- 日本労働組合総連合会（連合）ジェンダー平等・多様性推進局

### 教育団体
- 日本女性学習財団
- 大学女性協会
- ジェンダー平等をすすめる教育全国ネッワーク
- 家庭科教育研究者連盟
- 「慰安婦」問題とジェンダー平等ゼミナール

### 医療・保険団体
- 性と健康を考える女性専門家の会

出典。

## 参考資料
- 『国際婦人年連絡会』 - コトバンクブリタニカ国際大百科事典 小項目事典「国際婦人年連絡会」の解説。
- 『世界女性会議』 - コトバンク日本大百科全書(ニッポニカ)「世界女性会議」の解説。